# Живица

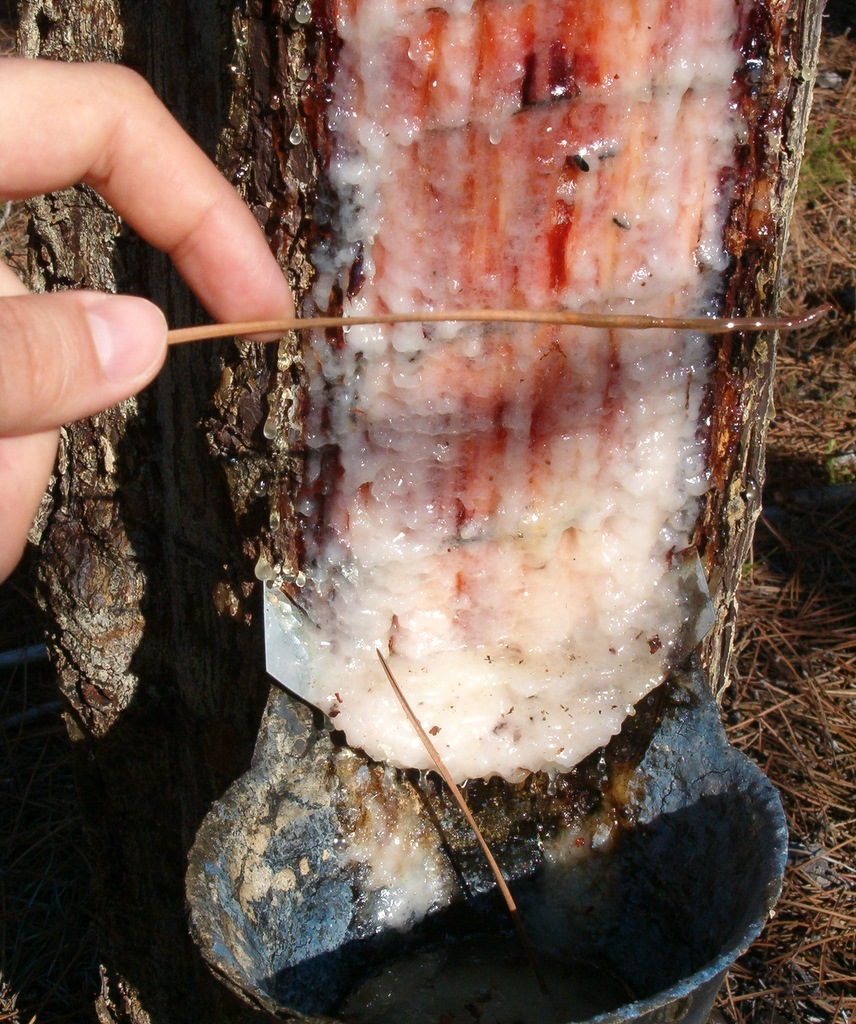

Живи́ца (терпенти́н) — смолистая густая масса, выделяющаяся из разрезов на деревьях. Застывая при выходе на поверхность, тем самым она предохраняет древесину от проникновения грибов и других вредоносных влияний, «заживляет» рану (отсюда современное название).

## Этимология
Согласно «Этимологическому словарю» Фасмера, слово «живица» родственно глаголу «жевать»; существует также версия, по которой оно восходит к индоевропейскому gu̯ei̯ — ‛исцелять’.

## Применение
Живица используется для приготовления скипидара (терпентинного масла), канифоли, лечебных бальзамов. В результате перегонки живицы получаются скипидар и канифоль, которая считается отличным паяльным флюсом и применяется для изготовления мыла, лаков, красок и производства бумаги. Скипидар применяют в хозяйственных делах, обычно при мытье.
Как правило, в живице канифоль составляет 70 % от общей массы, остальные 30 % приходятся на скипидар. Живичный скипидар двойной очистки считается наиболее экологически чистой формой скипидара.
Переработка живицы заключается в её очистке, отгонке скипидара (с па́ром), сплавлении твёрдых смоляных кислот.